# Critics' Choice Award alla miglior attrice non protagonista
Il Critics' Choice Award alla miglior attrice non protagonista (Critics' Choice Movie Award for Best Supporting Actress) è un premio cinematografico assegnato annualmente nel corso dei Critics' Choice Awards (in precedenza noti anche come Critics' Choice Movie Awards).

## Vincitori e candidati
I vincitori sono indicati in grassetto.

### Anni 1990
- 1996: Mira Sorvino - La dea dell'amore (Mighty Aphrodite)
- 1997: Joan Allen - La seduzione del male (The Crucible)
- 1998: Joan Cusack - In & Out (In & Out)
- 1999
  - Joan Allen - Pleasantville (Pleasantville)
  - Kathy Bates - I colori della vittoria (Primary Colors)

### Anni 2000
- 2000: Angelina Jolie - Ragazze interrotte (Girl, Interrupted)
- 2001
  - Frances McDormand - Quasi famosi (Almost Famous) e Wonder Boys (Wonder Boys)
- 2002
  - Jennifer Connelly - A Beautiful Mind (A Beautiful Mind)
  - Cameron Diaz - Vanilla Sky (Vanilla Sky)
  - Marisa Tomei - In the Bedroom (In the Bedroom)
- 2003
  - Catherine Zeta-Jones - Chicago (Chicago)
  - Kathy Bates - A proposito di Schmidt (About Schmidt)
  - Meryl Streep - Il ladro di orchidee (Adaptation.)
- 2004
  - Renée Zellweger - Ritorno a Cold Mountain (Cold Mountain)
  - Patricia Clarkson - Schegge di April (Pieces of April)
  - Marcia Gay Harden - Mystic River (Mystic River)
  - Holly Hunter - Thirteen - 13 anni (Thirteen)
  - Scarlett Johansson - Lost in Translation - L'amore tradotto (Lost in Translation)
- 2005
  - Virginia Madsen - Sideways - In viaggio con Jack (Sideways)
  - Cate Blanchett - The Aviator (The Aviator)
  - Laura Linney - Kinsey (Kinsey)
  - Natalie Portman - Closer (Closer)
  - Kate Winslet - Neverland - Un sogno per la vita (Finding Neverland)
- 2006
  - Amy Adams - Junebug (Junebug)
  - Michelle Williams - I segreti di Brokeback Mountain (Brokeback Mountain)
  - Maria Bello - A History of Violence (A History of Violence)
  - Catherine Keener - Truman Capote - A sangue freddo (Capote)
  - Frances McDormand - North Country - Storia di Josey (North Country)
  - Rachel Weisz - The Constant Gardener - La cospirazione (The Constant Gardener)
- 2007
  - Jennifer Hudson - Dreamgirls (Dreamgirls)
  - Adriana Barraza - Babel (Babel)
  - Cate Blanchett - Diario di uno scandalo (Notes on a Scandal)
  - Rinko Kikuchi - Babel (Babel)
  - Catherine O'Hara - For Your Consideration (For Your Consideration)
  - Emma Thompson - Vero come la finzione (Stranger Than Fiction)
- 2008
  - Amy Ryan - Gone Baby Gone (Gone Baby Gone)
  - Cate Blanchett - Io non sono qui (I'm Not There)
  - Catherine Keener - Into the Wild - Nelle terre selvagge (Into the Wild)
  - Vanessa Redgrave - Espiazione (Atonement)
  - Tilda Swinton - Michael Clayton (Michael Clayton)
- 2009
  - Kate Winslet - The Reader - A voce alta (The Reader)
  - Penélope Cruz - Vicky Cristina Barcelona (Vicky Cristina Barcelona)
  - Viola Davis - Il dubbio (Doubt)
  - Vera Farmiga - Una sola verità (Nothing But the Truth)
  - Taraji P. Henson - Il curioso caso di Benjamin Button (The Curious Case of Benjamin Button)
  - Marisa Tomei - The Wrestler (The Wrestler)

### Anni 2010
- 2010
  - Mo'Nique - Precious (Precious)
  - Marion Cotillard - Nine (Nine)
  - Vera Farmiga - Tra le nuvole (Up in the Air)
  - Anna Kendrick - Tra le nuvole (Up in the Air)
  - Julianne Moore - A Single Man (A Single Man)
  - Samantha Morton - Oltre le regole - The Messenger (The Messenger)
- 2011
  - Melissa Leo - The Fighter
  - Amy Adams - The Fighter
  - Helena Bonham Carter - Il discorso del re (The King's Speech)
  - Mila Kunis - Il cigno nero (Black Swan)
  - Hailee Steinfeld - Il Grinta (True Grit)
  - Jacki Weaver - Animal Kingdom
- 2012
  - Octavia Spencer - The Help
  - Bérénice Bejo - The Artist
  - Jessica Chastain - The Help
  - Melissa McCarthy - Le amiche della sposa (Bridesmaids)
  - Carey Mulligan - Shame
  - Shailene Woodley - Paradiso amaro (The Descendants)
- 2013
  - Anne Hathaway - Les Misérables
  - Amy Adams - The Master
  - Judi Dench - Skyfall
  - Ann Dowd - Compliance
  - Sally Field - Lincoln
  - Helen Hunt - The Sessions - Gli incontri (The Sessions)
- 2014
  - Lupita Nyong'o - 12 anni schiavo (12 Years a Slave)
  - Scarlett Johansson - Her
  - Jennifer Lawrence - American Hustle - L'apparenza inganna (American Hustle)
  - Julia Roberts - I segreti di Osage County (August: Osage County)
  - June Squibb - Nebraska
  - Oprah Winfrey - The Butler - Un maggiordomo alla Casa Bianca (The Butler)
- 2015
  - Patricia Arquette - Boyhood
  - Jessica Chastain - 1981: Indagine a New York (A Most Violent Year)
  - Keira Knightley - The Imitation Game
  - Emma Stone - Birdman
  - Meryl Streep - Into the Woods
  - Tilda Swinton - Snowpiercer
- 2016 (Gennaio)
  - Alicia Vikander - The Danish Girl
  - Jennifer Jason Leigh - The Hateful Eight
  - Rooney Mara - Carol
  - Rachel McAdams - Il caso Spotlight (Spotlight)
  - Helen Mirren - L'ultima parola - La vera storia di Dalton Trumbo (Trumbo)
  - Kate Winslet - Steve Jobs
- 2016 (Dicembre)
  - Viola Davis - Barriere (Fences)
  - Greta Gerwig - Le donne della mia vita (20th Century Women)
  - Naomie Harris - Moonlight
  - Nicole Kidman - Lion - La strada verso casa (Lion)
  - Janelle Monáe - Il diritto di contare (Hidden Figures)
  - Michelle Williams - Manchester by the Sea
- 2018
  - Allison Janney - Tonya (I, Tonya)
  - Mary J. Blige - Mudbound
  - Hong Chau - Downsizing - Vivere alla grande (Downsizing)
  - Tiffany Haddish - Il viaggio delle ragazze (Girls Trip)
  - Holly Hunter - The Big Sick - Il matrimonio si può evitare... l'amore no (The Big Sick)
  - Laurie Metcalf - Lady Bird
  - Octavia Spencer - La forma dell'acqua - The Shape of Water (The Shape of Water)
- 2019
  - Regina King - Se la strada potesse parlare (If Beale Street Could Talk)
  - Amy Adams - Vice - L'uomo nell'ombra (Vice)
  - Claire Foy - First Man - Il primo uomo (First Man)
  - Nicole Kidman - Boy Erased - Vite cancellate
  - Emma Stone - La favorita (The Favourite)
  - Rachel Weisz - La favorita (The Favourite)

### Anni 2020
- 2020
  - Laura Dern - Storia di un matrimonio (Marriage Story)
  - Scarlett Johansson - Jojo Rabbit
  - Jennifer Lopez - Le ragazze di Wall Street - Business Is Business (Hustlers)
  - Florence Pugh - Piccole donne (Little Women)
  - Margot Robbie - Bombshell - La voce dello scandalo (Bombshell)
  - Zhao Shuzhen - The Farewell - Una bugia buona (The Farewell)

- 2021
  - Maria Bakalova - Borat - Seguito di film cinema (Borat Subsequent Moviefilm: Delivery of Prodigious Bribe to American Regime for Make Benefit Once Glorious Nation of Kazakhstan)
  - Ellen Burstyn - Pieces of a Woman
  - Glenn Close - Elegia americana (Hillbilly Elegy)
  - Olivia Colman - The Father - Nulla è come sembra (The Father)
  - Amanda Seyfried - Mank
  - Yoon Yeo-jeong - Minari

- 2022[1]
  - Ariana DeBose – West Side Story
  - Caitríona Balfe – Belfast
  - Ann Dowd – Mass
  - Kirsten Dunst – Il potere del cane (The Power of the Dog)
  - Aunjanue Ellis –  Una famiglia vincente - King Richard (King Richard)
  - Rita Moreno – West Side Story

- 2023[2]
  - Angela Bassett – Black Panther: Wakanda Forever
  - Jessie Buckley – Women Talking - Il diritto di scegliere (Women Talking)
  - Kerry Condon – Gli spiriti dell'isola (The Banshees of Inisherin)
  - Jamie Lee Curtis – Everything Everywhere All at Once
  - Stephanie Hsu – Everything Everywhere All at Once
  - Janelle Monáe – Glass Onion - Knives Out (Glass Onion: A Knives Out Mystery)

- 2024[3]
  - Da'Vine Joy Randolph - The Holdovers - Lezioni di vita (The Holdovers)
  - Emily Blunt - Oppenheimer
  - Danielle Brooks - Il colore viola (The Color Purple)
  - America Ferrera - Barbie
  - Jodie Foster - Nyad - Oltre l'oceano (Nyad)
  - Julianne Moore - May December

- 2025[4][5]
  - Zoe Saldana – Emilia Pérez
  - Danielle Deadwyler – The Piano Lesson
  - Aunjanue Ellis-Taylor – Nickel Boys
  - Ariana Grande – Wicked (Wicked: Part I)
  - Margaret Qualley – The Substance
  - Isabella Rossellini – Conclave

## Statistiche e record
L'attrice che ha ricevuto il maggior numero di vittorie in questa categoria è stata Joan Allen (2). La più candidata è invece Cate Blanchett (3 candidature senza nessuna vittoria).

### Confronto con gli Oscar
La categoria condivide con i Premi Oscar 18 vittorie su 25 (i riconoscimenti si trovano in accordo negli anni 1996, 2000, 2002, 2003, 2004, 2007, 2010, 2011, 2012, 2013, 2014, 2015, 2016, 2017, 2018, 2019, 2020 e 2022).